# Jacopo Sansovino

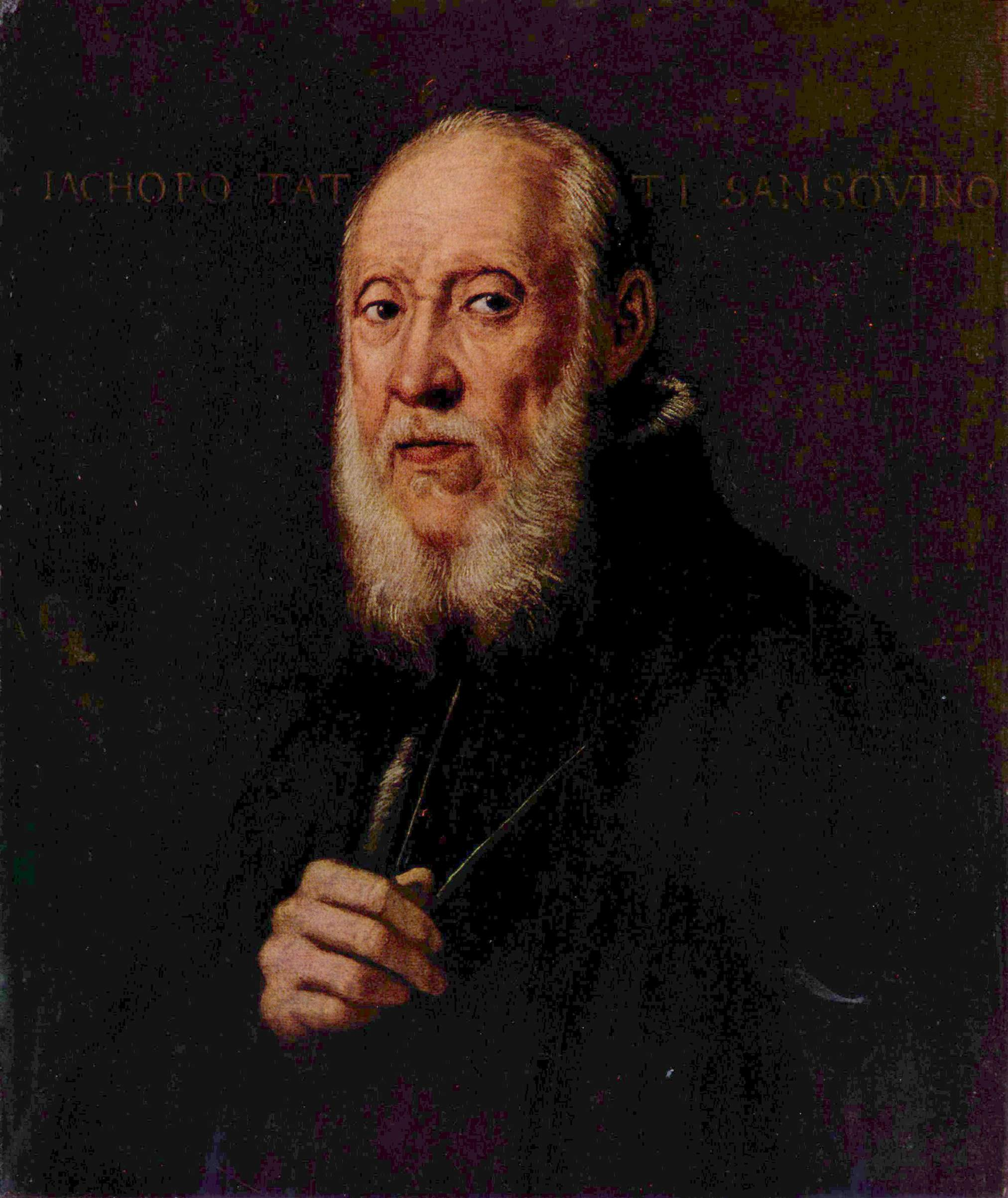
Tintoretto: Portret Jacopo Sansovino, 1560-70, Uffizien, Florența

Jacopo Sansovino (autentic Jacopo Tatti respectiv Jacopo d'Antonio Tatti, n. 2 iulie 1486, Florența — d. 27 noiembrie 1570, Veneția) a fost un sculptor italian și arhitect al Renașterii.

## Viața

### Florența și Roma 1486–1527
Sansovino s-a născut în Florența. În jurul anului 1501 intră în atelierul lui Andrea Sansovino; mai târziu el va adopta acest nume. În jurul anului 1506 merge la Roma, la invitația lui Giuliano da Sangallo, unde îi va cunoaște pe Bramante și Rafael. Sangallo îl va angaja ca ucenic pentru Palatul Belvedere din Vatican. În Roma, a lucrat mai întâi ca sculptor și restaurator de statui antice. În anul 1511 se întoarce la Florența. Prima sa lucrare importantă a fost o statuie florentină a Sf. Iacob pentru Domul din Florența și o statuie a lui Bacchus pentru Giovanni Bartolini. Când Papa Leon al X-lea a anunțat un concurs pentru proiectul bazilicii San Lorenzo, Sansovino a fost învins de Michelangelo. Din 1518 până în 1527 rămâne din nou la Roma, unde a lucrat, de asemenea, și ca arhitect, pe lângă activitatea sa de sculptor. De atunci datează proiectele bisericilor San Giovanni dei Fiorentini și San Marcello al Corso. Din cauza Sacco di Roma prin trupele împăratului Carol Quintul, construcția bisericii San Marcello a fost întreruptă și Sansovino s-a refugiat, ca și mulți dintre colegii săi din Roma. În călătoria sa în Franța, a făcut o oprire în Veneția, pe care nu a mai părăsit-o până la sfârșitul vieții, cu excepția unei vizite in orașul său natal, Florența, în anul 1540.

### Veneția 1527–1570

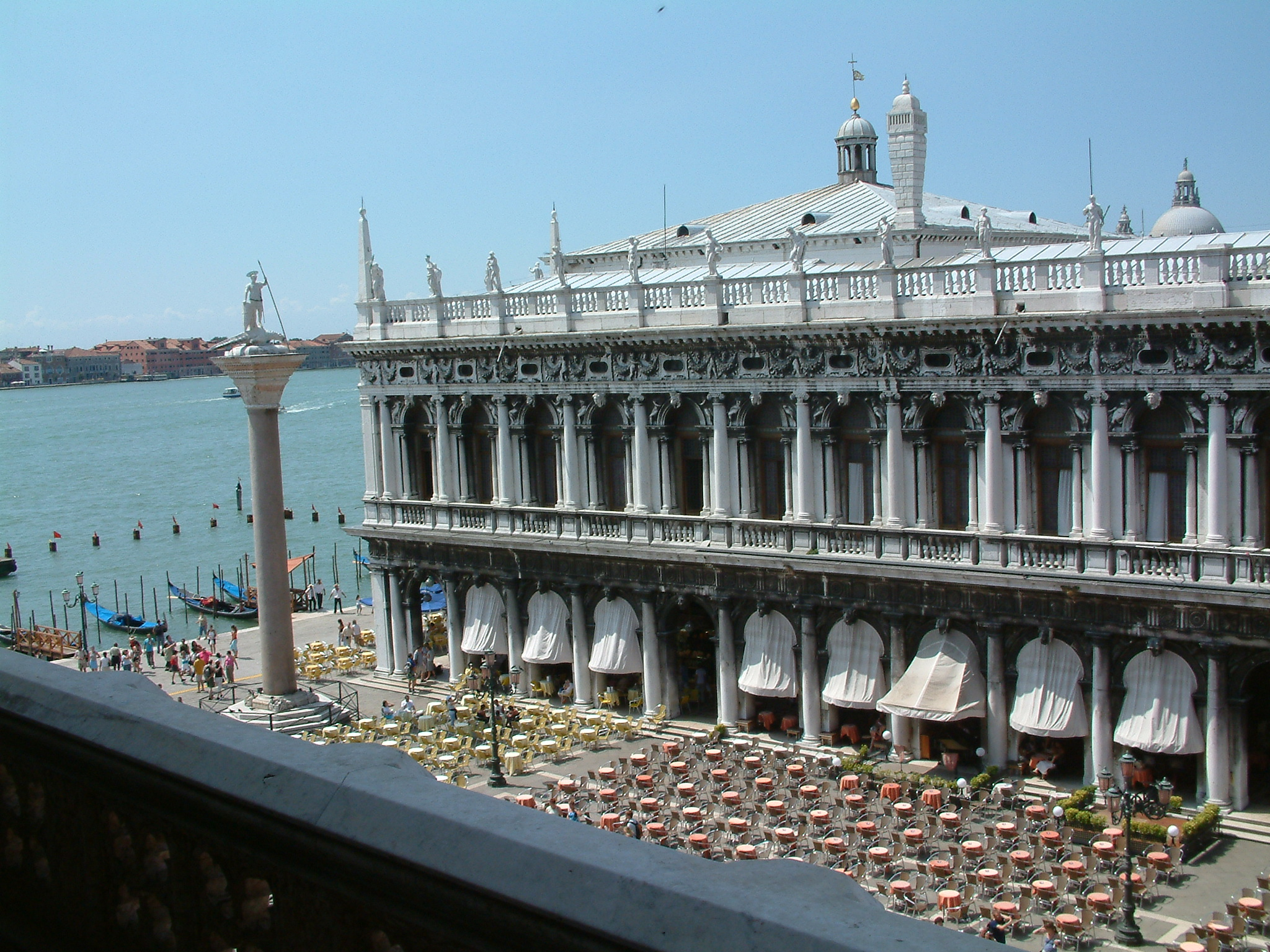
Libreria di San Marco

La recomandarea cardinalului Grimani obține în 1527 de la dogele Andrea Gritti comanda restaurării cupolei principale de la Bazilica San Marco. Doar doi ani mai târziu a devenit arhitect șef și diriginte al șantierului bazilicii San Marco. Din această poziție a transformat corul cu două amvoane. În același an a început reproiectarea completă a pieței San Marco: transformarea și finalizarea Procurațiilor Vechi, noua clădire Zecca, Loggetta și Biblioteca Marciana (Libreria di San Marco). Bolta unei săli a Libreriei s-a prăbușit, ceea ce a determinat arestarea lui Sansovino. În același timp a primit numeroase comenzi pentru sculpturi și reliefuri în principal din bronz, care au fost executate în atelierul său.
Prin prietenia cu Aretino și cu Tizian, obține acces la patricienii venețieni. Sansovino a fost până la moartea sa cel mai respectat și mai influent arhitect și sculptor din Veneția.